# Yo quiero vivir contigo
Yo quiero vivir contigo, titulada en alemany Ich Möchte mit Dir leben i a Espanya fou exhibida com La gran aventura és una pel·lícula en colors coproducció d'Alemanya i l'Argentina dirigida per Carlos Rinaldi segons el guió de Ramón Gómez Macía i Enrique Amorim sobre l'adaptació de Rodolfo Manuel Taboada que es va estrenar el 25 de maig de 1960 i que va tenir com a protagonistes a Alberto de Mendoza, Susanne Cramer, Nelly Meden, Guillermo Battaglia i Enrique Serrano. És una nova versió de la pel·lícula Yo quiero morir contigo i va ser filmada parcialment a cascades de l'Iguaçú, Junín de los Andes i Bariloche. Al començament una llegenda adverteix: “Conèixer l'Argentina és estimar-la plenament”. Com a camerògraf va col·laborar el futur director de fotografia i de cinema Aníbal Di Salvo.
Va formar part de la secció oficial del Festival Internacional de Cinema de Sant Sebastià 1960.

## Sinopsi
Una parella recorre el país amb els diners destinats a pagar el rescat per un bebè segrestat.

## Repartiment
- Alberto de Mendoza …Mauricio del Solar
- Susanne Cramer …Laura
- Nelly Meden …Voz de Susanne Cramer
- Guillermo Battaglia …Oficial Martínez
- Enrique Serrano …Nicanor
- Gloria Guzmán …Isabel Reina
- Dringue Farías …Filemón Anchorena
- Jacques Arndt …Alemán
- Ariel Absalón
- Cristina Berys …Amante de Mauricio
- José Maurer …Hombre asesinado
- Clever Dusseau
- Aníbal Pastor
- Alberto Quiles …Comisario
- Roberto Bordoni
- Celia Geraldy …Mujer 2 en tren
- Eliseo Herrero …Conserje
- J. M. Cabrera
- Sara Benítez
- A. Rojo
- Aída Villadeamigo …Pasajera en tren
- Anita Larronde
- E. Pereira
- C. Salva
- A. Gobello
- Claudia Lapacó …Mujer en piscina
- Héctor Gancé …Hombre en piscina
- Zulma Grey …Mucama